# Thunder Cops 2
Pour plus de détails, voir Fiche technique et Distribution.
Thunder Cops 2 (雌雄雙辣, Liu mang chai po) est un film d'action hongkongais écrit et réalisé par Jeffrey Lau et sorti en 1989 à Hong Kong.
Malgré son titre, ce n'est pas la suite de Thunder Cops. En effet, Jeffrey Lau réalise le film Operation Pink Squad en 1988, qui est un succès. Sa suite, Operation Pink Squad 2 (1989), est renommée Thunder Cops pour de raisons inconnues. La même année, il réalise également Thunder Cops 2 mais qui n'a rien à voir avec le premier film.
Il totalise 5 624 622 HK$ de recettes au box-office.

## Synopsis
Une policière maladroite (Sandra Ng) s'entraîne assidûment pour venger la mort de son père (Eddy Ko), dont l'assassinat a été classé comme un suicide.

## Fiche technique
- Titre original : 雌雄雙辣
- Titre international : Thunder Cops 2
- Réalisation : Jeffrey Lau
- Scénario : Jeffrey Lau
- Montage : Cheung Ka-fai et Hai Kit-wai
- Musique : Lowell Lo et Sherman Chow
- Production : Wong Hoi
- Société de production : First Films et Golden Flare Films Company
- Société de distribution : Star Entertainment et Golden Harvest
- Pays d'origine :  Hong Kong
- Langue originale : cantonais
- Format : couleur
- Genre : action
- Durée : 102 minutes
- Dates de sortie :
  -  Hong Kong : 18 novembre 1989
  -  Taïwan : 8 mars 1990

## Distribution
- Sandra Ng : Fong Ngoi-nam
- Stephen Chow : Sui Yien
- Ann Bridgewater : Tsan
- Shing Fui-on : Feitsat
- Eddy Ko : le père de Fong